# Era stupendo
Az Era stupendo (magyarul: Csodálatos volt) volt a 2008-as Eurovíziós Dalfesztiválon Svájcot képviselő dal, melyet Paolo Meneguzzi adott elő olasz nyelven. A dal az énekes Corro via című albumán jelent meg. A szöveg és a zene szerzője - az előadó mellett - Matias Brann.

## Eurovíziós Dalfesztivál
A dalt először a május 22-i második elődöntőben adták elő, a fellépési sorrendben hetedikként, az albán Olta Boka Zemrën E Lamë Peng című dala után, és a cseh Tereza Kerndlová Have Some Fun című dala előtt. A szavazás során 47 pontot kapott, mely a tizenharmadik helyet érte a tizenkilenc fős mezőnyben, így nem jutott tovább a döntőbe.

## Slágerlistás helyezések
| Slágerlisták (2008) | Lh.* |
| ------------------- | ---- |
| Svájc               | 11   |

*Lh. = Legjobb helyezés.